# 巨人用 進撃の巨人
『巨人用 進撃の巨人』（きょじんよう・しんげきのきょじん）は、講談社「別冊少年マガジン」において連載された、諫山創原作のSF劇画『進撃の巨人』が、2021年4月9日発売号をもって完結することを記念して、2021年3月6日からインターネット予約限定により発売された特大書籍である。

## 概要
同書は、『進撃の巨人』の主人公・エレン・イェーガーが巨人化した時の身体で読むことを想定して、本文寸法1m×70.4cm、表紙寸法1.1m×71.5cm、概算重量約15㎏、新書版コミックスの6-7倍という巨大本に、『進撃の巨人』の第1・2話（通常版の単行本第1巻収録）合計96頁の作品を収録したものである。販売価格は15万円（税別）、先着順100冊限定出版であった。
2018年6月にブラジル・サンパウロ州で発売された約6976.02cm2のコミックスがギネス世界記録の「出版された最大の漫画の本」として登録されているが、予定冊数の100冊を完売した場合、この記録の更新をギネス世界記録に申請するとしていたが、販売開始からこの話題性も手伝ってわずか2分で予定冊数を完売することに成功。2021年4月13日に約7.3㎡のサイズで、「出版された最大の漫画の本」の世界新記録認定が正式に承認された。